# Alfa Romeo Jupiter
Le moteur Alfa Romeo Jupiter était un moteur d'avion en étoile, refroidi par air et produit par le constructeur italien Alfa Romeo Avio à partir de 1924. 
Ce moteur équipa de nombreux avions de chasse de la Regia Aeronautica, l'armée de l'air du royaume d'Italie, durant la Seconde Guerre mondiale, notamment les Ansaldo AC.3, Caproni Ca.97, Caproni Ca.102 et IMAM Ro.1 et Ro.1Bis.

## Le projet
Le moteur Alfa Romeo Jupiter fait partie d'une importante série de moteurs en étoile du constructeur italien à l'époque. À l'origine, Alfa Romeo disposait des droits sur le moteur Bristol Jupiter de 1918 conçu par Roy Fedden et Léonard Butler alors salariés chez Cosmos Engineering. Les sociétés Cosmos Engineering et British & Colonial Aeroplane Company, créée en 1910, font faillite en 1920 alors que le développement du moteur ne faisait que débuter. Elles seront reprises et fusionnées pour créer Bristol Aeroplane Company. C'est à ce moment-là que des licences ont été cédées à bon nombre de constructeurs comme Gnome et Rhône en France, BMW et Siemens & Halske en Allemagne, Nakajima au Japon, PZL en Pologne, Alfa Romeo Avio en Italie, Walter en Tchécoslovaquie et Shvetsov en Russie.
Alfa Romeo a travaillé au développement du projet et en dériva les séries 125/126/128/129/135/136. Ce moteur a été conçu expressément pour une utilisation sur des avions de chasse. La caractéristique principale de ce moteur était sa simplicité de construction en temps de restrictions de guerre où les matières premières étaient rares et coûteuses. Le moteur Alfa Romeo sera le premier à adopter un compresseur centrifuge optimisé pour voler au-dessus de 3 000 mètres d'altitude ainsi qu'un réducteur de vitesse entre le moteur et l'hélice.

## Applications
Royaume d'Italie
- Ansaldo AC.3
- Caproni Ca.97
- Caproni Ca.102
- IMAM Ro.1 et Ro.1bis.

## Caractéristiques générales
- distribution : OHV 4 soupapes en tête par cylindre
- alimentation : 3 carburateurs

## Sources